# Карл Кларк
Карл Кларк (нар. 1888, Джорджтаун, штат Онтаріо — 1966) — канадський хімік.

## Біографія
Вищу освіту він здобув в університеті Макмастер, а в 1915 році в університеті Іллінойсу він отримав ступінь доктора хімічних наук.
Досліджував проблему переробки нафтоносних пісків Канади. Для вивчення способів розробки пісків уряд провінції Альберта в 1921 році заснував Раду з наукових і промислових досліджень, одним з перших членів якої став Карл Кларк, а його основним завданням було знайти ефективний спосіб переробки нафтових пісків. У 1923 році він зі своїм колегою Сідні Блером збудував експериментальний завод з переробки нафтового піску. Продуктивність заводу — до 85 тонн вихідної речовини в рік. У 1925 році Карл Кларк розробив ефективний спосіб вилучення нафти з нафтових пісків за допомогою гарячої води і хімічних реагентів, який він запатентував в 1929 році.